# Batman: Arkham VR
Batman: Arkham VR est un jeu vidéo d'action-aventure développé par Rocksteady Studios et édité par Warner Bros. Interactive Entertainment, sorti en octobre 2016. Sorti sur PlayStation 4 et PC sous Windows, le jeu exploite en partie la réalité virtuelle par le biais du PlayStation VR et autres casques VR disponibles sur Windows. Le jeu a été officialisé le 13 juin 2016 pendant la conférence de Sony lors de l'édition 2016 de l'E3.
Le jeu n'a pas été doublé en français, seulement la bande-annonce (avec la voix de Pierre Hatet pour le Joker). Mark Hamill reprend le rôle du Joker dans la version originale,,,.